# 奧古斯塔偉士蘭AW101灰背隼直升機
灰背隼直升機 AW101（2007年前簡稱EH101）是一種中型軍民兩用直升機。由英國維斯特蘭直升機公司和義大利奧古斯塔公司共同研發。名為阿古斯特維斯特蘭的聯合工廠在英國約維爾和義大利韋爾賈泰生產，AW101在英國、丹麥和葡萄牙等称为梅林（Merlin）。

## 特徵

### 輕量化機身
EH101的機身主要由鋁鋰結構，駕駛艙可容納一至二名飛行員，機身模組化、防墜機爆炸設計、可收放前三點式起落架。海軍型座艙空間29公尺，民用型為27.5公尺，通常可載30名乘客含行李。航電採用雙冗餘的自動飛行控制系統管制著導航、座艙顯示、執行監控、發動機狀態。動力引擎採用了主動式振動抑制技術，機艙內噪音和振動低於其他採用渦扇發動機的飛機。因此乘員的疲勞度大幅降低，機身壽命也得到延長。

### 先進槳葉
首度採用英國實驗旋翼計畫弧形槳尖（見圖），山貓直升機用這種槳葉於1986年8月11日創造了每小時400公里的直升機速度世界紀錄。旋翼拉力比常規槳葉提高30%~40%，改善直升機旋翼的氣動特性，使總共五片槳葉達到超長壽命，機尾則有四片槳葉尾槳。21世紀初，改良型山貓直升機和EH101旋翼槳葉為複合材料結構。

## 使用國

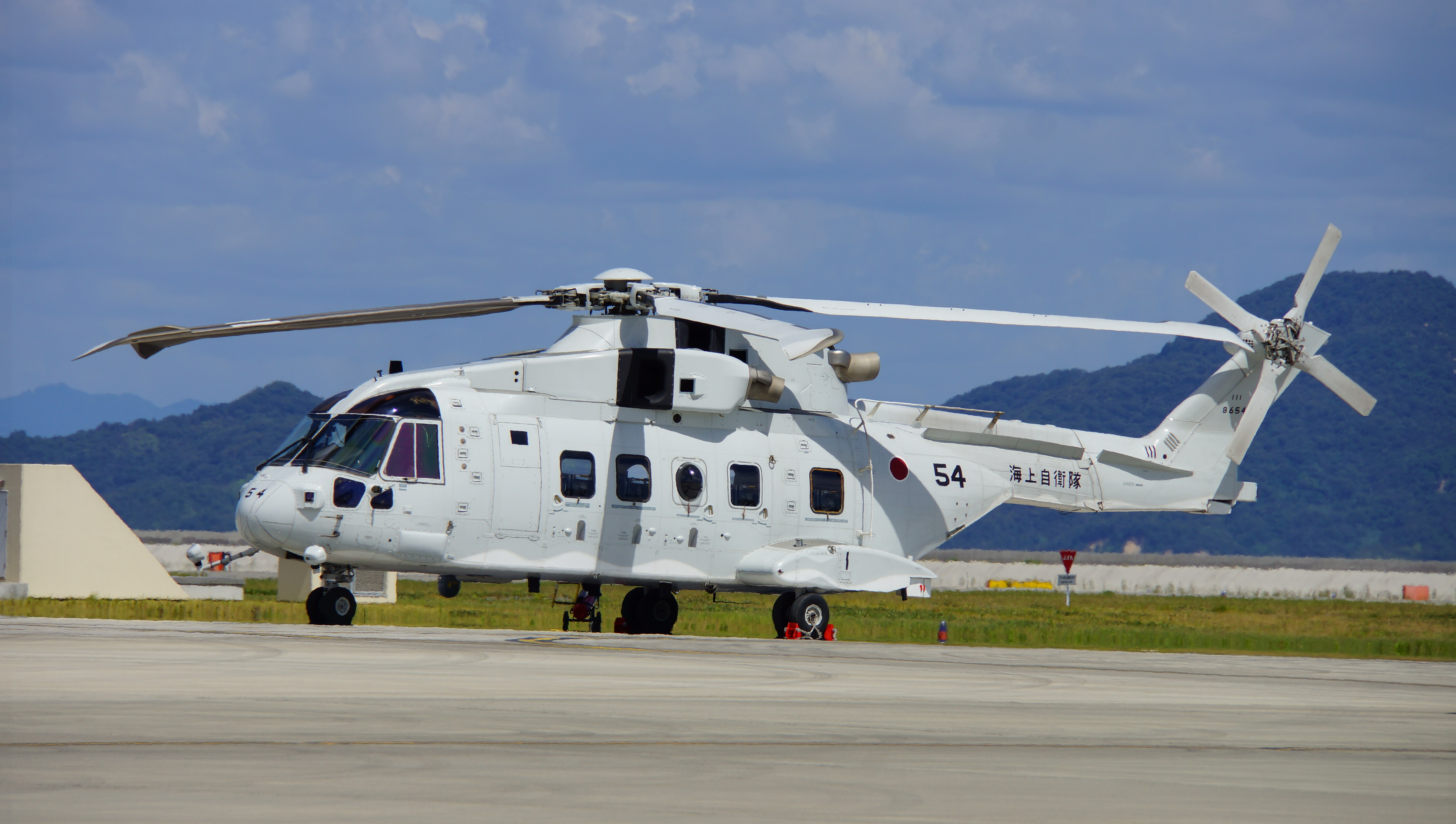
海上自衛隊 MCH-101

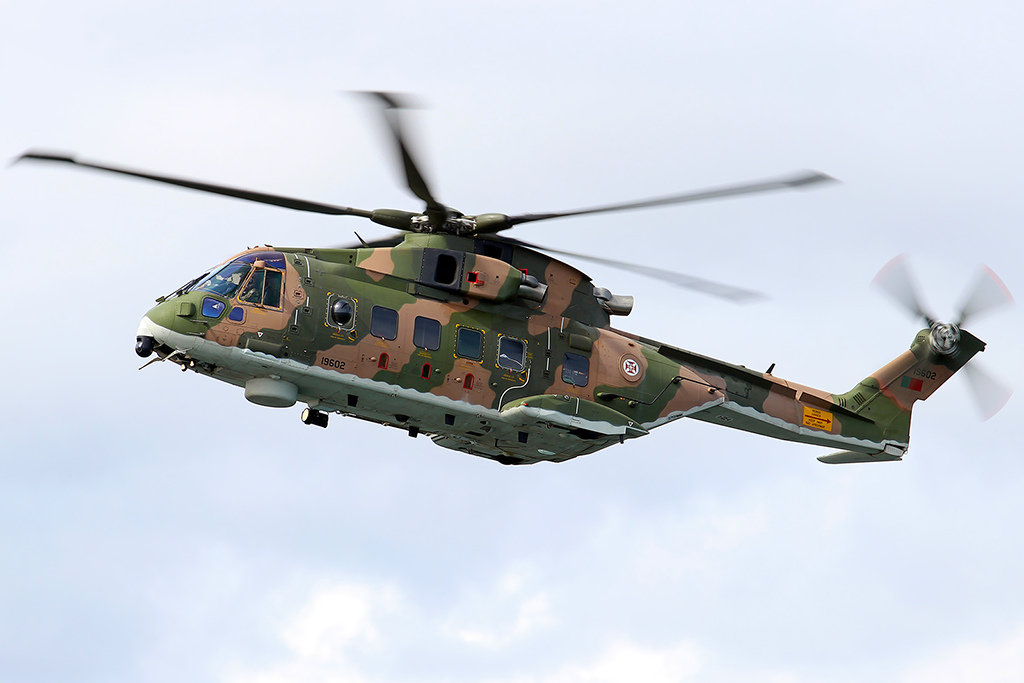
葡萄牙空軍EH101

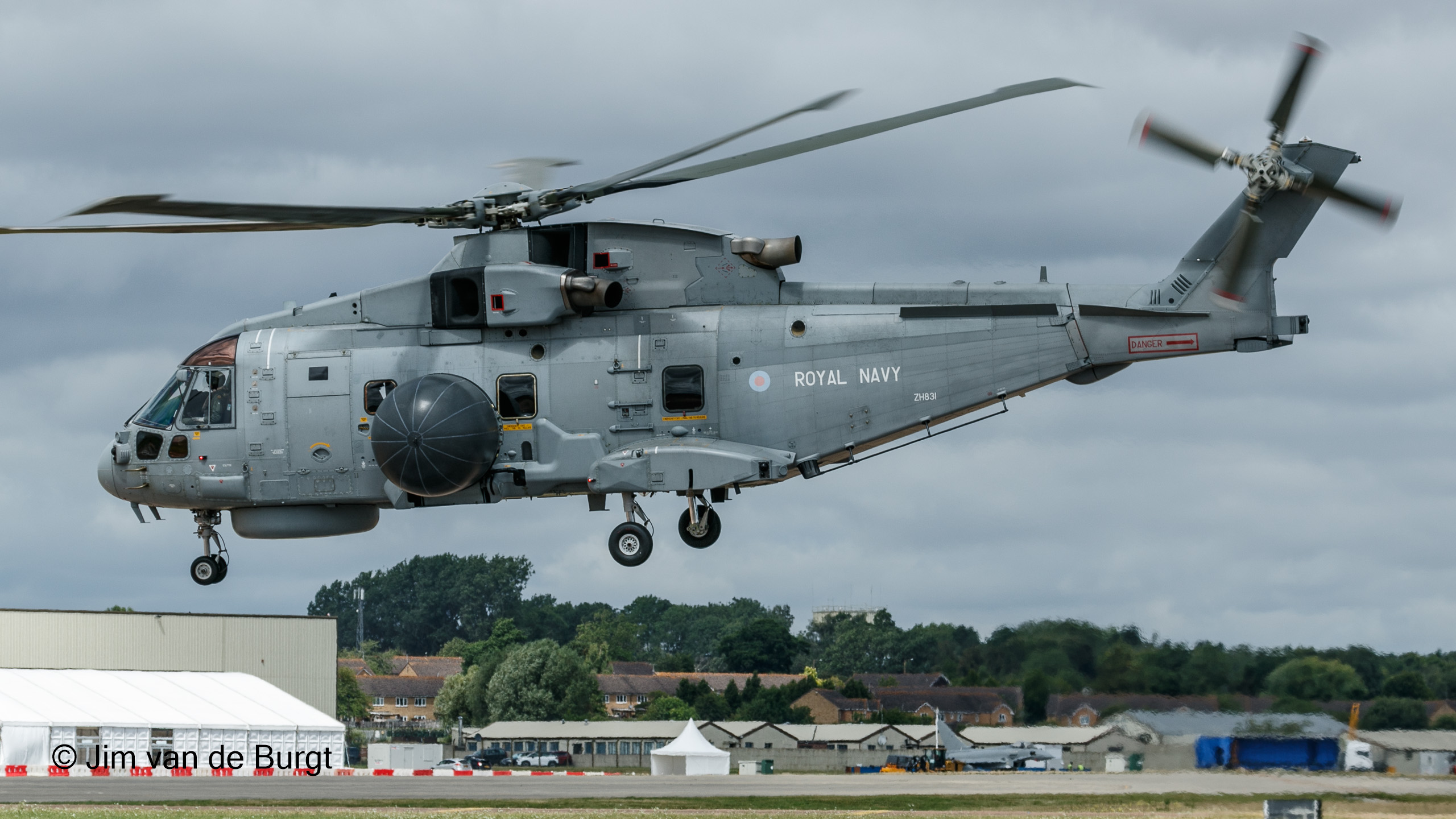
英國皇家海軍梅林HM2空中預警機

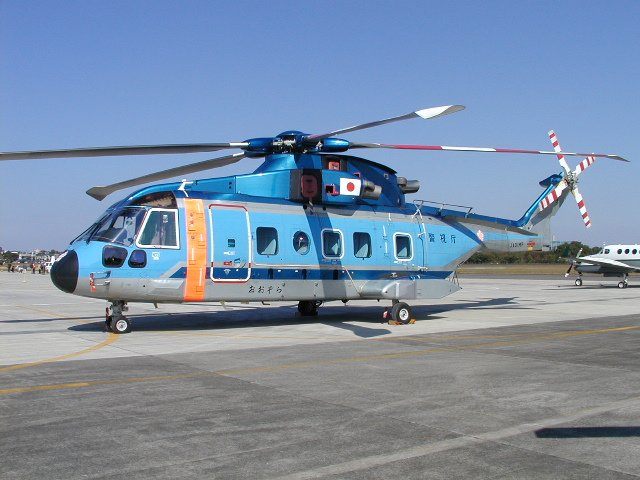
東京警視廳警用EH101

波蘭
- 波蘭海軍[3]

 阿尔及利亚
- 阿爾及利亞海軍
  - （至2007年已採購6架）[4]

 丹麦
- 丹麥皇家空軍

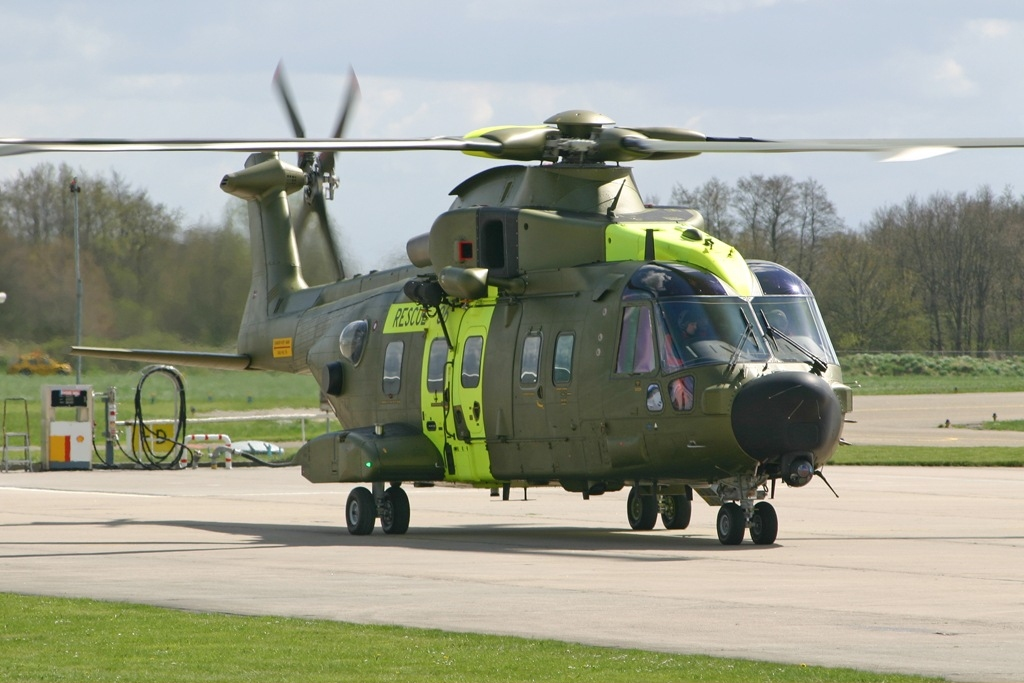
Rescue 09 塗裝的丹麥 EH101

  - Eskadrille 722 （722中隊）

 挪威
- 挪威皇家空軍
  - 訂購13架[5]以替代WS-61韋斯特蘭海王直升機

 印度
- 印度空軍
  - 訂購12架作為VIP運輸機

 義大利
- 義大利海軍
  - 1°Gruppo Elicotteri
  - 3°Gruppo Elicotteri

 日本
- 海上自衛隊

 葡萄牙
- 葡萄牙空軍
  - 751中隊 "Pumas"

 英国
- 英國皇家海軍
- 英國皇家空軍

 日本
- 警視廳
  - 1998年起使用

## 規格 （Merlin HM1）
基本信息
- 机组：4
- 容量：

  - 24 名座位兵員或
  - 45 名站立兵員或
  - 16 擔架

性能
武器

- 機槍：5× 通用機槍
- 炸彈：960 kg （2,116 lb）以下反艦飛彈 （最大2枚）, 導向魚雷（最大4枚）, 深水炸彈和火箭彈

航電

- 史密斯工業OMI 20 SEP 數位自動飛行系統
- 導航系統：
  - BAE系統公司LINS 300 ring laser gyro, Litton公司義大利製LISA-4000 strapdown AHRS （海軍版）
  - 空中戰術導航儀（TACAN）, VHF 全向雷達（VOR）, 降落輔助儀（ILS）
- 雷達：
  - Selex Galileo Blue Kestrel 5000 海上搜索監視雷達（反潛版本）
  - Eliradar MM/APS-784 海面掃描雷達（義大利）
  - Eliradar HEW-784 海空掃描雷達（限於AEW版本）
  - Officine Galileo MM/APS-705B 天氣雷達（義大利）
  - Telephonics RDR-1600 天氣閃避雷達（丹麥）
  - Galileo APS-717 搜索監視雷達（葡萄牙）

## 外部連結
- AW101 - Leonardocompany.com website （页面存档备份，存于）
- Royal Navy Merlin HM1 page
- RAF Merlin HC3 page（页面存档备份，存于）
- EH-101 Merlin on Portuguese Air Force Official Website, in English
- Danish EH-101 Merlin
- AW101 Project Details （页面存档备份，存于）
- Project details and Specifications of the AW101 Helicopter（页面存档备份，存于）